# Кийков, Степан Прокопьевич
Степа́н Проко́пьевич Кийко́в (1818 — 1903, слобода Талов, Богучарского уезда, Воронежская губерния, Российская империя) — 1903, Элиста, Черноярский уезд, Астраханская губерния, Российская империя) — бывший крепостной крестьянин, основатель города Элисты.

## Биография
Степан Кийков родился в 1818 году в слободе Талов, Богучарского уезда, Воронежской губернии, в семье Прокофия Денисовича Кийченко (1798—1820), выходца из слободы Ольшаная Слободско-Украинской губернии. Дедом его был Денис Кийченко (1770-е годы рождения). Примерно в 1817 году Прокофий Денисович перебрался в слободу Талова, Богучарского уезда вслед за своим братом Степаном (1795 года рождения). В 1818 году Прокофий Денисович женился и в этом же году у него родился сын Степан. На 1850 год семья Степана Прокофьевича Кийкова (так стала звучать и писаться фамилия) состояла из жены Анастасии (1818 года рождения) и детей: Дарьи (1838 года рождения), Анны (1841 года рождения), Ивана (1843-1918), в 1850 году родился Семён (1850-1936) и Евдокия (1853-1925). Первая жена Степана Прокофьевича умерла примерно в 1853-1857гг. В 1858-1859гг. он женился вторично на Агафье от которой имел детей родившихся уже в селе Приютном и Элисте: Иван (1861 год рождения), Галина (1864-1917), Дарья (1866-1943). Сын Иван младший женился на Рвачевой Пелагее Леонтьевне (1863-1931), от этого брака у них было 13 детей. Среди них был Яков (1885-1929). Примерно в 1903 году Яков Иванович женился на Пшеничной Марфе Фёдоровне, от этого брака у них было 5 детей, среди них Кийкова Ксения Яковлевна (1910-1999). В 1915 году жена Якова Ивановича скончалась, и он в 1917 году вторично женился на Поволоцкой Ульяне Антоновне.
В Богучарском уезде Степан Прокофьевич занимался ямщицким делом. 30 декабря 1846 года император Николай I издал указ «О заселении дорог на калмыцких землях Астраханской губернии», после которого было начато переселение государственных крестьян из Екатеринославской, Воронежской, Харьковской и других губерний. Этот указ способствовал переселению жителей центральной России и Восточной Украины в калмыцкие степи.
Осенью 1861 года, после отмены крепостного права, Степан Кийков с семьёй, оставив только дочерей Дарью и Анну, к тому времени уже вышедших замуж, отправился в Ставрополье на освоение новых земель. Зиму 1862 года провёл в селе Приютном, первоначально же он прибыл в станицу Урожайная, но она была перенаселена и он земельного надела не получил. В апреле 1862 года семья Степана Кийкова прибыла в урочище Элиста-Сала. Здесь он построил землянку из дёрна на берегу небольшой степной речки (сегодня это место находится вблизи дома № 92 по улице Ленина в Элисте). Так было положено основание городу Элисте. После обустройства написал письмо своим родным в Воронежскую губернию с приглашением переселиться на новое место. Через некоторое время к нему приехали его родные и постепенно новое поселение стало расширяться. В 1865 году оно стало селом Элистой — этот год считается годом основания города. Переселенцы занимались выращиванием овощных, бахчевых и зерновых культур и скотоводством.
Скончался в основанном им городе 1903 году в возрасте  85 лет.